# U17-världsmästerskapet i fotboll för damer 2024
U17-världsmästerskapet i fotboll för damer 2024 var den åttonde upplagan av U17-världsmästerskapet. Turneringen bestod av 16 nationer från 6 konfederationer och spelades i Dominikanska republiken mellan 16 oktober och 3 november 2024.

## Kvalificerade nationer
- Brasilien
- Colombia
- Ecuador
- England
- Dominikanska republiken (värdnation)
- Japan
- Kenya
- Mexiko
- Nigeria
- Nordkorea
- Nya Zeeland
- Polen
- Spanien
- Sydkorea
- USA
- Zambia

## Gruppspel

### Grupp A
| Nr | Lag                     | S | V | O | F | GM | IM | MS | P |
| -- | ----------------------- | - | - | - | - | -- | -- | -- | - |
| 1  | Nigeria                 | 3 | 3 | 0 | 0 | 9  | 1  | +8 | 9 |
| 2  | Ecuador                 | 3 | 2 | 0 | 1 | 6  | 4  | +2 | 6 |
| 3  | Dominikanska republiken | 3 | 0 | 1 | 2 | 1  | 4  | −3 | 1 |
| 4  | Nya Zeeland             | 3 | 0 | 1 | 2 | 2  | 9  | −7 | 1 |

| 2           | 16 oktober 2024 | Nya Zeeland      | 1 – 4           | Nigeria                                                                           | Estadio Cibao FC                                                        |                                                                         |
| 16:00 UTC−4 | 16:00 UTC−4     | Hannah Saxon 60′ | (1 – 3) Rapport | 2′ Shakirat Moshood 13′ Khadijat Adegoke 28′ Faridat Abdulwahab 55′ Taiwo Afolabi | Santiago de los Caballeros Publik: 1 040 Domare: Olatz Rivera (Spanien) | Santiago de los Caballeros Publik: 1 040 Domare: Olatz Rivera (Spanien) |
| 16:00 UTC−4 | 16:00 UTC−4     |                  |                 |                                                                                   | Santiago de los Caballeros Publik: 1 040 Domare: Olatz Rivera (Spanien) | Santiago de los Caballeros Publik: 1 040 Domare: Olatz Rivera (Spanien) |
| 16:00 UTC−4 | 16:00 UTC−4     |                  |                 |                                                                                   | Santiago de los Caballeros Publik: 1 040 Domare: Olatz Rivera (Spanien) | Santiago de los Caballeros Publik: 1 040 Domare: Olatz Rivera (Spanien) |

| 1           | 16 oktober 2024 | Dominikanska republiken | 0 – 2           | Ecuador                  | Estadio Cibao FC                                                         |                                                                          |
| 19:00 UTC−4 | 19:00 UTC−4     |                         | (0 – 2) Rapport | 14′, 29′ Jaslym Valverde | Santiago de los Caballeros Publik: 3 006 Domare: Abigail Byrne (England) | Santiago de los Caballeros Publik: 3 006 Domare: Abigail Byrne (England) |
| 19:00 UTC−4 | 19:00 UTC−4     |                         |                 |                          | Santiago de los Caballeros Publik: 3 006 Domare: Abigail Byrne (England) | Santiago de los Caballeros Publik: 3 006 Domare: Abigail Byrne (England) |
| 19:00 UTC−4 | 19:00 UTC−4     |                         |                 |                          | Santiago de los Caballeros Publik: 3 006 Domare: Abigail Byrne (England) | Santiago de los Caballeros Publik: 3 006 Domare: Abigail Byrne (England) |

| 10          | 19 oktober 2024 | Nigeria                                                                | 4 – 0           | Ecuador | Estadio Cibao FC                                                        |                                                                         |
| 16:00 UTC−4 | 16:00 UTC−4     | Shakirat Moshood 28′ (str.), 90+6′ Harmony Chidi 54′ Peace Effiong 66′ | (1 – 0) Rapport |         | Santiago de los Caballeros Publik: 787 Domare: Frida Klarlund (Danmark) | Santiago de los Caballeros Publik: 787 Domare: Frida Klarlund (Danmark) |
| 16:00 UTC−4 | 16:00 UTC−4     |                                                                        |                 |         | Santiago de los Caballeros Publik: 787 Domare: Frida Klarlund (Danmark) | Santiago de los Caballeros Publik: 787 Domare: Frida Klarlund (Danmark) |
| 16:00 UTC−4 | 16:00 UTC−4     |                                                                        |                 |         | Santiago de los Caballeros Publik: 787 Domare: Frida Klarlund (Danmark) | Santiago de los Caballeros Publik: 787 Domare: Frida Klarlund (Danmark) |

| 9           | 19 oktober 2024 | Dominikanska republiken | 1 – 1           | Nya Zeeland                | Estadio Cibao FC                                                       |                                                                        |
| 19:00 UTC−4 | 19:00 UTC−4     | Yuleinis Brito 68′      | (0 – 0) Rapport | 61′ (sjm.) Renata Mercedes | Santiago de los Caballeros Publik: 3 258 Domare: Asaka Koizumi (Japan) | Santiago de los Caballeros Publik: 3 258 Domare: Asaka Koizumi (Japan) |
| 19:00 UTC−4 | 19:00 UTC−4     |                         |                 |                            | Santiago de los Caballeros Publik: 3 258 Domare: Asaka Koizumi (Japan) | Santiago de los Caballeros Publik: 3 258 Domare: Asaka Koizumi (Japan) |
| 19:00 UTC−4 | 19:00 UTC−4     |                         |                 |                            | Santiago de los Caballeros Publik: 3 258 Domare: Asaka Koizumi (Japan) | Santiago de los Caballeros Publik: 3 258 Domare: Asaka Koizumi (Japan) |

| 17          | 22 oktober 2024 | Nigeria              | 1 – 0           | Dominikanska republiken | Estadio Félix Sánchez                                         |                                                               |
| 19:00 UTC−4 | 19:00 UTC−4     | Shakirat Moshood 89′ | (0 – 0) Rapport |                         | Santo Domingo Publik: 13 535 Domare: Daiane Muniz (Brasilien) | Santo Domingo Publik: 13 535 Domare: Daiane Muniz (Brasilien) |
| 19:00 UTC−4 | 19:00 UTC−4     |                      |                 |                         | Santo Domingo Publik: 13 535 Domare: Daiane Muniz (Brasilien) | Santo Domingo Publik: 13 535 Domare: Daiane Muniz (Brasilien) |
| 19:00 UTC−4 | 19:00 UTC−4     |                      |                 |                         | Santo Domingo Publik: 13 535 Domare: Daiane Muniz (Brasilien) | Santo Domingo Publik: 13 535 Domare: Daiane Muniz (Brasilien) |

| 18          | 22 oktober 2024 | Ecuador                                                             | 4 – 0           | Nya Zeeland | Estadio Cibao FC                                                     |                                                                      |
| 19:00 UTC−4 | 19:00 UTC−4     | Doménica Arboleda 41′ Caprice Chiuchiolo 43′, 49′ Dariana Morán 79′ | (2 – 0) Rapport |             | Santiago de los Caballeros Publik: 1 248 Domare: Lê Thị Ly (Vietnam) | Santiago de los Caballeros Publik: 1 248 Domare: Lê Thị Ly (Vietnam) |
| 19:00 UTC−4 | 19:00 UTC−4     |                                                                     |                 |             | Santiago de los Caballeros Publik: 1 248 Domare: Lê Thị Ly (Vietnam) | Santiago de los Caballeros Publik: 1 248 Domare: Lê Thị Ly (Vietnam) |
| 19:00 UTC−4 | 19:00 UTC−4     |                                                                     |                 |             | Santiago de los Caballeros Publik: 1 248 Domare: Lê Thị Ly (Vietnam) | Santiago de los Caballeros Publik: 1 248 Domare: Lê Thị Ly (Vietnam) |

### Grupp B
| Nr | Lag      | S | V | O | F | GM | IM | MS  | P |
| -- | -------- | - | - | - | - | -- | -- | --- | - |
| 1  | Spanien  | 3 | 3 | 0 | 0 | 10 | 2  | +8  | 9 |
| 2  | USA      | 3 | 2 | 0 | 1 | 8  | 3  | +5  | 6 |
| 3  | Colombia | 3 | 0 | 1 | 2 | 2  | 5  | −3  | 1 |
| 4  | Sydkorea | 3 | 0 | 1 | 2 | 1  | 11 | −10 | 1 |

| 3           | 16 oktober 2024 | Spanien                                                   | 3 – 1           | USA                  | Estadio Félix Sánchez                                     |                                                           |
| 16:00 UTC−4 | 16:00 UTC−4     | Jocelyn Travers 3′ (sjm.) Noa Ortega 70′ Alba Cerrato 83′ | (1 – 1) Rapport | 22′ Melanie Barcenas | Santo Domingo Publik: 3 234 Domare: Asaka Koizumi (Japan) | Santo Domingo Publik: 3 234 Domare: Asaka Koizumi (Japan) |
| 16:00 UTC−4 | 16:00 UTC−4     |                                                           |                 |                      | Santo Domingo Publik: 3 234 Domare: Asaka Koizumi (Japan) | Santo Domingo Publik: 3 234 Domare: Asaka Koizumi (Japan) |
| 16:00 UTC−4 | 16:00 UTC−4     |                                                           |                 |                      | Santo Domingo Publik: 3 234 Domare: Asaka Koizumi (Japan) | Santo Domingo Publik: 3 234 Domare: Asaka Koizumi (Japan) |

| 4           | 16 oktober 2024 | Sydkorea               | 1 – 1           | Colombia          | Estadio Félix Sánchez                                         |                                                               |
| 19:00 UTC−4 | 19:00 UTC−4     | Casey Phair 36′ (str.) | (1 – 1) Rapport | 28′ Ella Martínez | Santo Domingo Publik: 2 174 Domare: Shamirah Nabadda (Uganda) | Santo Domingo Publik: 2 174 Domare: Shamirah Nabadda (Uganda) |
| 19:00 UTC−4 | 19:00 UTC−4     |                        |                 |                   | Santo Domingo Publik: 2 174 Domare: Shamirah Nabadda (Uganda) | Santo Domingo Publik: 2 174 Domare: Shamirah Nabadda (Uganda) |
| 19:00 UTC−4 | 19:00 UTC−4     |                        |                 |                   | Santo Domingo Publik: 2 174 Domare: Shamirah Nabadda (Uganda) | Santo Domingo Publik: 2 174 Domare: Shamirah Nabadda (Uganda) |

| 11          | 19 oktober 2024 | Spanien                                                                                                | 5 – 0           | Sydkorea | Estadio Félix Sánchez                                      |                                                            |
| 16:00 UTC−4 | 16:00 UTC−4     | Pau Comendador 7′ Celia Segura 32′ Iris Ashley Santiago 45+4′ Emma Moreno 47′ (str.) Ainoa Gómez 90+3′ | (3 – 0) Rapport |          | Santo Domingo Publik: 3 742 Domare: Ghada Mehat (Algeriet) | Santo Domingo Publik: 3 742 Domare: Ghada Mehat (Algeriet) |
| 16:00 UTC−4 | 16:00 UTC−4     | |                 |          | Santo Domingo Publik: 3 742 Domare: Ghada Mehat (Algeriet) | Santo Domingo Publik: 3 742 Domare: Ghada Mehat (Algeriet) |
| 16:00 UTC−4 | 16:00 UTC−4     | |                 |          | Santo Domingo Publik: 3 742 Domare: Ghada Mehat (Algeriet) | Santo Domingo Publik: 3 742 Domare: Ghada Mehat (Algeriet) |

| 12          | 19 oktober 2024 | Colombia | 0 – 2           | USA                                           | Estadio Félix Sánchez                                     |                                                           |
| 19:00 UTC−4 | 19:00 UTC−4     |          | (0 – 1) Rapport | 43′ Micayla Johnson 58′ (str.) Kennedy Fuller | Santo Domingo Publik: 6 334 Domare: Alina Peșu (Rumänien) | Santo Domingo Publik: 6 334 Domare: Alina Peșu (Rumänien) |
| 19:00 UTC−4 | 19:00 UTC−4     |          |                 |                                               | Santo Domingo Publik: 6 334 Domare: Alina Peșu (Rumänien) | Santo Domingo Publik: 6 334 Domare: Alina Peșu (Rumänien) |
| 19:00 UTC−4 | 19:00 UTC−4     |          |                 |                                               | Santo Domingo Publik: 6 334 Domare: Alina Peșu (Rumänien) | Santo Domingo Publik: 6 334 Domare: Alina Peșu (Rumänien) |

| 19          | 22 oktober 2024 | USA                                                                           | 5 – 0           | Sydkorea | Estadio Cibao FC                                                            |                                                                             |
| 16:00 UTC−4 | 16:00 UTC−4     | Melanie Barcenas 1′, 47′ Kennedy Fuller 10′ Mary Long 68′ Maddie Padelski 87′ | (2 – 0) Rapport |          | Santiago de los Caballeros Publik: 784 Domare: Alejandra Quisbert (Bolivia) | Santiago de los Caballeros Publik: 784 Domare: Alejandra Quisbert (Bolivia) |
| 16:00 UTC−4 | 16:00 UTC−4     |                                                                               |                 |          | Santiago de los Caballeros Publik: 784 Domare: Alejandra Quisbert (Bolivia) | Santiago de los Caballeros Publik: 784 Domare: Alejandra Quisbert (Bolivia) |
| 16:00 UTC−4 | 16:00 UTC−4     |                                                                               |                 |          | Santiago de los Caballeros Publik: 784 Domare: Alejandra Quisbert (Bolivia) | Santiago de los Caballeros Publik: 784 Domare: Alejandra Quisbert (Bolivia) |

| 20          | 22 oktober 2024 | Colombia         | 1 – 2           | Spanien                                          | Estadio Félix Sánchez                                            |                                                                  |
| 16:00 UTC−4 | 16:00 UTC−4     | Isabella Díaz 5′ | (1 – 0) Rapport | 58′ (str.) Amaya García 90′ Iris Ashley Santiago | Santo Domingo Publik: 4 566 Domare: Carly Shaw-MacLaren (Kanada) | Santo Domingo Publik: 4 566 Domare: Carly Shaw-MacLaren (Kanada) |
| 16:00 UTC−4 | 16:00 UTC−4     |                  |                 |                                                  | Santo Domingo Publik: 4 566 Domare: Carly Shaw-MacLaren (Kanada) | Santo Domingo Publik: 4 566 Domare: Carly Shaw-MacLaren (Kanada) |
| 16:00 UTC−4 | 16:00 UTC−4     |                  |                 |                                                  | Santo Domingo Publik: 4 566 Domare: Carly Shaw-MacLaren (Kanada) | Santo Domingo Publik: 4 566 Domare: Carly Shaw-MacLaren (Kanada) |

### Grupp C
| Nr | Lag       | S | V | O | F | GM | IM | MS  | P |
| -- | --------- | - | - | - | - | -- | -- | --- | - |
| 1  | Nordkorea | 3 | 3 | 0 | 0 | 11 | 1  | +10 | 9 |
| 2  | England   | 3 | 2 | 0 | 1 | 6  | 6  | 0   | 6 |
| 3  | Kenya     | 3 | 1 | 0 | 2 | 2  | 6  | −4  | 3 |
| 4  | Mexiko    | 3 | 0 | 0 | 3 | 4  | 10 | −6  | 0 |

| 5           | 17 oktober 2024 | Nordkorea                                   | 4 – 1           | Mexiko             | Estadio Cibao FC                                                        |                                                                         |
| 16:00 UTC−4 | 16:00 UTC−4     | Choe Rim-jong 14′, 34′, 85′ Choe Il-son 26′ | (3 – 1) Rapport | 45′ Citlalli Reyes | Santiago de los Caballeros Publik: 709 Domare: Daiane Muniz (Brasilien) | Santiago de los Caballeros Publik: 709 Domare: Daiane Muniz (Brasilien) |
| 16:00 UTC−4 | 16:00 UTC−4     |                                             |                 |                    | Santiago de los Caballeros Publik: 709 Domare: Daiane Muniz (Brasilien) | Santiago de los Caballeros Publik: 709 Domare: Daiane Muniz (Brasilien) |
| 16:00 UTC−4 | 16:00 UTC−4     |                                             |                 |                    | Santiago de los Caballeros Publik: 709 Domare: Daiane Muniz (Brasilien) | Santiago de los Caballeros Publik: 709 Domare: Daiane Muniz (Brasilien) |

| 6           | 17 oktober 2024 | Kenya | 0 – 2           | England                                   | Estadio Cibao FC                                                            |                                                                             |
| 19:00 UTC−4 | 19:00 UTC−4     |       | (0 – 1) Rapport | 29′ (str.) Lola Brown 87′ Lauryn Thompson | Santiago de los Caballeros Publik: 777 Domare: Alejandra Quisbert (Bolivia) | Santiago de los Caballeros Publik: 777 Domare: Alejandra Quisbert (Bolivia) |
| 19:00 UTC−4 | 19:00 UTC−4     |       |                 |                                           | Santiago de los Caballeros Publik: 777 Domare: Alejandra Quisbert (Bolivia) | Santiago de los Caballeros Publik: 777 Domare: Alejandra Quisbert (Bolivia) |
| 19:00 UTC−4 | 19:00 UTC−4     |       |                 |                                           | Santiago de los Caballeros Publik: 777 Domare: Alejandra Quisbert (Bolivia) | Santiago de los Caballeros Publik: 777 Domare: Alejandra Quisbert (Bolivia) |

| 13          | 20 oktober 2024 | Nordkorea                             | 3 – 0           | Kenya | Estadio Cibao FC                                                          |                                                                           |
| 16:00 UTC−4 | 16:00 UTC−4     | So Ryu-gyong 8′, 11′ Ri Kuk-hyang 86′ | (2 – 0) Rapport |       | Santiago de los Caballeros Publik: 1 022 Domare: Deily Gómez (Costa Rica) | Santiago de los Caballeros Publik: 1 022 Domare: Deily Gómez (Costa Rica) |
| 16:00 UTC−4 | 16:00 UTC−4     |                                       |                 |       | Santiago de los Caballeros Publik: 1 022 Domare: Deily Gómez (Costa Rica) | Santiago de los Caballeros Publik: 1 022 Domare: Deily Gómez (Costa Rica) |
| 16:00 UTC−4 | 16:00 UTC−4     |                                       |                 |       | Santiago de los Caballeros Publik: 1 022 Domare: Deily Gómez (Costa Rica) | Santiago de los Caballeros Publik: 1 022 Domare: Deily Gómez (Costa Rica) |

| 14          | 20 oktober 2024 | England                                                             | 4 – 2           | Mexiko                        | Estadio Cibao FC                                                           |                                                                            |
| 19:00 UTC−4 | 19:00 UTC−4     | Zara Shaw 11′ Nelly Las 61′ Rachel Maltby 88′ Olivia Johnson 90+11′ | (1 – 1) Rapport | 17′ Ana Salas 50′ (str.) Soto | Santiago de los Caballeros Publik: 2 155 Domare: Shamirah Nabadda (Uganda) | Santiago de los Caballeros Publik: 2 155 Domare: Shamirah Nabadda (Uganda) |
| 19:00 UTC−4 | 19:00 UTC−4     |                                                                     |                 |                               | Santiago de los Caballeros Publik: 2 155 Domare: Shamirah Nabadda (Uganda) | Santiago de los Caballeros Publik: 2 155 Domare: Shamirah Nabadda (Uganda) |
| 19:00 UTC−4 | 19:00 UTC−4     |                                                                     |                 |                               | Santiago de los Caballeros Publik: 2 155 Domare: Shamirah Nabadda (Uganda) | Santiago de los Caballeros Publik: 2 155 Domare: Shamirah Nabadda (Uganda) |

| 21          | 23 oktober 2024 | England | 0 – 4           | Nordkorea                                                            | Estadio Cibao FC                                                     |                                                                      |
| 19:00 UTC−4 | 19:00 UTC−4     |         | (0 – 2) Rapport | 10′ Kang Ryu-mi 18′ Choe Il-son 69′ (str.) Ri Kuk-hyang 73′ Ho Kyong | Santiago de los Caballeros Publik: 754 Domare: Alina Peșu (Rumänien) | Santiago de los Caballeros Publik: 754 Domare: Alina Peșu (Rumänien) |
| 19:00 UTC−4 | 19:00 UTC−4     |         |                 |                                                                      | Santiago de los Caballeros Publik: 754 Domare: Alina Peșu (Rumänien) | Santiago de los Caballeros Publik: 754 Domare: Alina Peșu (Rumänien) |
| 19:00 UTC−4 | 19:00 UTC−4     |         |                 |                                                                      | Santiago de los Caballeros Publik: 754 Domare: Alina Peșu (Rumänien) | Santiago de los Caballeros Publik: 754 Domare: Alina Peșu (Rumänien) |

| 22          | 23 oktober 2024 | Mexiko                  | 1 – 2           | Kenya                               | Estadio Félix Sánchez                                        |                                                              |
| 19:00 UTC−4 | 19:00 UTC−4     | Alexa Soto 90+2′ (str.) | (0 – 2) Rapport | 15′ Valerie Nekesa 36′ Lornah Faith | Santo Domingo Publik: 852 Domare: Jelena Cvetković (Serbien) | Santo Domingo Publik: 852 Domare: Jelena Cvetković (Serbien) |
| 19:00 UTC−4 | 19:00 UTC−4     |                         |                 |                                     | Santo Domingo Publik: 852 Domare: Jelena Cvetković (Serbien) | Santo Domingo Publik: 852 Domare: Jelena Cvetković (Serbien) |
| 19:00 UTC−4 | 19:00 UTC−4     |                         |                 |                                     | Santo Domingo Publik: 852 Domare: Jelena Cvetković (Serbien) | Santo Domingo Publik: 852 Domare: Jelena Cvetković (Serbien) |

### Grupp D
| Nr | Lag       | S | V | O | F | GM | IM | MS | P |
| -- | --------- | - | - | - | - | -- | -- | -- | - |
| 1  | Japan     | 3 | 2 | 1 | 0 | 6  | 2  | +4 | 7 |
| 2  | Polen     | 3 | 1 | 2 | 0 | 2  | 0  | +2 | 5 |
| 3  | Brasilien | 3 | 1 | 1 | 1 | 2  | 2  | 0  | 4 |
| 4  | Zambia    | 3 | 0 | 0 | 3 | 1  | 7  | −6 | 0 |

| 7           | 17 oktober 2024 | Japan | 0 – 0   | Polen | Estadio Félix Sánchez                                      |                                                            |
| 16:00 UTC−4 | 16:00 UTC−4     |       | Rapport |       | Santo Domingo Publik: 587 Domare: Deily Gómez (Costa Rica) | Santo Domingo Publik: 587 Domare: Deily Gómez (Costa Rica) |
| 16:00 UTC−4 | 16:00 UTC−4     |       |         |       | Santo Domingo Publik: 587 Domare: Deily Gómez (Costa Rica) | Santo Domingo Publik: 587 Domare: Deily Gómez (Costa Rica) |
| 16:00 UTC−4 | 16:00 UTC−4     |       |         |       | Santo Domingo Publik: 587 Domare: Deily Gómez (Costa Rica) | Santo Domingo Publik: 587 Domare: Deily Gómez (Costa Rica) |

| 8           | 17 oktober 2024 | Brasilien       | 1 – 0           | Zambia | Estadio Félix Sánchez                                 |                                                       |
| 19:00 UTC−4 | 19:00 UTC−4     | Juju Harris 19′ | (1 – 0) Rapport |        | Santo Domingo Publik: 470 Domare: Lê Thị Ly (Vietnam) | Santo Domingo Publik: 470 Domare: Lê Thị Ly (Vietnam) |
| 19:00 UTC−4 | 19:00 UTC−4     |                 |                 |        | Santo Domingo Publik: 470 Domare: Lê Thị Ly (Vietnam) | Santo Domingo Publik: 470 Domare: Lê Thị Ly (Vietnam) |
| 19:00 UTC−4 | 19:00 UTC−4     |                 |                 |        | Santo Domingo Publik: 470 Domare: Lê Thị Ly (Vietnam) | Santo Domingo Publik: 470 Domare: Lê Thị Ly (Vietnam) |

| 15          | 20 oktober 2024 | Japan                                       | 2 – 1           | Brasilien      | Estadio Félix Sánchez                                       |                                                             |
| 16:00 UTC−4 | 16:00 UTC−4     | Momo Saruang Ueki Sato 49′ Asako Furuta 53′ | (0 – 1) Rapport | 8′ Juju Harris | Santo Domingo Publik: 3 347 Domare: Abigail Byrne (England) | Santo Domingo Publik: 3 347 Domare: Abigail Byrne (England) |
| 16:00 UTC−4 | 16:00 UTC−4     |                                             |                 |                | Santo Domingo Publik: 3 347 Domare: Abigail Byrne (England) | Santo Domingo Publik: 3 347 Domare: Abigail Byrne (England) |
| 16:00 UTC−4 | 16:00 UTC−4     |                                             |                 |                | Santo Domingo Publik: 3 347 Domare: Abigail Byrne (England) | Santo Domingo Publik: 3 347 Domare: Abigail Byrne (England) |

| 16          | 20 oktober 2024 | Zambia | 0 – 2           | Polen                                    | Estadio Félix Sánchez                                          |                                                                |
| 19:00 UTC−4 | 19:00 UTC−4     |        | (0 – 1) Rapport | 7′ Kinga Wyrwas 46′ Weronika Araśniewicz | Santo Domingo Publik: 1 248 Domare: Jelena Cvetković (Serbien) | Santo Domingo Publik: 1 248 Domare: Jelena Cvetković (Serbien) |
| 19:00 UTC−4 | 19:00 UTC−4     |        |                 |                                          | Santo Domingo Publik: 1 248 Domare: Jelena Cvetković (Serbien) | Santo Domingo Publik: 1 248 Domare: Jelena Cvetković (Serbien) |
| 19:00 UTC−4 | 19:00 UTC−4     |        |                 |                                          | Santo Domingo Publik: 1 248 Domare: Jelena Cvetković (Serbien) | Santo Domingo Publik: 1 248 Domare: Jelena Cvetković (Serbien) |

| 23          | 23 oktober 2024 | Zambia            | 1 – 4           | Japan                                                                   | Estadio Félix Sánchez                                      |                                                            |
| 16:00 UTC−4 | 16:00 UTC−4     | Suzuki 87′ (sjm.) | (0 – 1) Rapport | 6′, 69′ Miharu Shinjo 63′ (str.) Momo Saruang Ueki Sato 86′ Mitsuki Ota | Santo Domingo Publik: 891 Domare: Frida Klarlund (Danmark) | Santo Domingo Publik: 891 Domare: Frida Klarlund (Danmark) |
| 16:00 UTC−4 | 16:00 UTC−4     |                   |                 |                                                                         | Santo Domingo Publik: 891 Domare: Frida Klarlund (Danmark) | Santo Domingo Publik: 891 Domare: Frida Klarlund (Danmark) |
| 16:00 UTC−4 | 16:00 UTC−4     |                   |                 |                                                                         | Santo Domingo Publik: 891 Domare: Frida Klarlund (Danmark) | Santo Domingo Publik: 891 Domare: Frida Klarlund (Danmark) |

| 24          | 23 oktober 2024 | Polen | 0 – 0   | Brasilien | Estadio Cibao FC                                                      |                                                                       |
| 16:00 UTC−4 | 16:00 UTC−4     |       | Rapport |           | Santiago de los Caballeros Publik: 673 Domare: Ghada Mehat (Algeriet) | Santiago de los Caballeros Publik: 673 Domare: Ghada Mehat (Algeriet) |
| 16:00 UTC−4 | 16:00 UTC−4     |       |         |           | Santiago de los Caballeros Publik: 673 Domare: Ghada Mehat (Algeriet) | Santiago de los Caballeros Publik: 673 Domare: Ghada Mehat (Algeriet) |
| 16:00 UTC−4 | 16:00 UTC−4     |       |         |           | Santiago de los Caballeros Publik: 673 Domare: Ghada Mehat (Algeriet) | Santiago de los Caballeros Publik: 673 Domare: Ghada Mehat (Algeriet) |

## Slutspel

### Slutspelsträd
|  | Kvartsfinaler  | Kvartsfinaler |                  |       | Semifinaler | Semifinaler |  |  | Final | Final |
|  |                |               |                  |       |             |             |  |  |       |       |
|  | 26 oktober     |               |                  |       |             |             |  |  |       |       |
|  |                |               |                  |       |             |             |  |  |       |       |
|  | Nigeria        | 0             |                  |       |             |             |  |  |       |       |
|  | Nigeria        | 0             | 30 oktober       |       |             |             |  |  |       |       |
|  | USA            | 2             |                  |       |             |             |  |  |       |       |
|  | USA            | 2             | USA              | 0     |             |             |  |  |       |       |
|  | 26 oktober     |               | USA              | 0     |             |             |  |  |       |       |
|  |                | Nordkorea     | 1                |       |             |             |  |  |       |       |
|  | Nordkorea      | Nordkorea     | 1                | 1     |             |             |  |  |       |       |
|  | Nordkorea      |               | 3 november       | 1     |             |             |  |  |       |       |
|  | Polen          | 0             |                  |       |             |             |  |  |       |       |
|  | Polen          | 0             | Nordkorea (str.) | 1 (4) |             |             |  |  |       |       |
|  | 27 oktober     |               | Nordkorea (str.) | 1 (4) |             |             |  |  |       |       |
|  |                | Spanien       | 1 (3)            |       |             |             |  |  |       |       |
|  | Spanien        | Spanien       | 1 (3)            | 5     |             |             |  |  |       |       |
|  | Spanien        | 31 oktober    |                  | 5     |             |             |  |  |       |       |
|  | Ecuador        | 0             |                  |       |             |             |  |  |       |       |
|  | Ecuador        | 0             | Spanien          | 3     |             |             |  |  |       |       |
|  | 27 oktober     |               | Spanien          | 3     |             |             |  |  |       |       |
|  |                | England       | 0                |       | Bronsmatch  | Bronsmatch  |  |  |       |       |
|  | Japan          | England       | 0                | 2 (1) | Bronsmatch  | Bronsmatch  |  |  |       |       |
|  | Japan          |               | 3 november       | 2 (1) |             |             |  |  |       |       |
|  | England (str.) | 2 (4)         |                  |       |             |             |  |  |       |       |
|  | England (str.) | 2 (4)         | USA              | 3     |             |             |  |  |       |       |
|  |                |               |                  |       |             |             |  |  |       |       |
|  | England        | 0             |                  |       |             |             |  |  |       |       |
|  | England        | 0             |                  |       |             |             |  |  |       |       |

### Kvartsfinaler
| 25          | 26 oktober 2024 | Nigeria | 0 – 2           | USA                                         | Estadio Cibao FC                                                       |                                                                        |
| 15:30 UTC−4 | 15:30 UTC−4     |         | (0 – 1) Rapport | 43′ (str.) Kennedy Fuller 74′ Kimmi Ascanio | Santiago de los Caballeros Publik: 1 022 Domare: Asaka Koizumi (Japan) | Santiago de los Caballeros Publik: 1 022 Domare: Asaka Koizumi (Japan) |
| 15:30 UTC−4 | 15:30 UTC−4     |         |                 |                                             | Santiago de los Caballeros Publik: 1 022 Domare: Asaka Koizumi (Japan) | Santiago de los Caballeros Publik: 1 022 Domare: Asaka Koizumi (Japan) |
| 15:30 UTC−4 | 15:30 UTC−4     |         |                 |                                             | Santiago de los Caballeros Publik: 1 022 Domare: Asaka Koizumi (Japan) | Santiago de los Caballeros Publik: 1 022 Domare: Asaka Koizumi (Japan) |

| 27          | 26 oktober 2024 | Nordkorea         | 1 – 0           | Polen | Estadio Cibao FC                                                         |                                                                          |
| 19:00 UTC−4 | 19:00 UTC−4     | Choe Rim-jong 14′ | (1 – 0) Rapport |       | Santiago de los Caballeros Publik: 2 112 Domare: Abigail Byrne (England) | Santiago de los Caballeros Publik: 2 112 Domare: Abigail Byrne (England) |
| 19:00 UTC−4 | 19:00 UTC−4     |                   |                 |       | Santiago de los Caballeros Publik: 2 112 Domare: Abigail Byrne (England) | Santiago de los Caballeros Publik: 2 112 Domare: Abigail Byrne (England) |
| 19:00 UTC−4 | 19:00 UTC−4     |                   |                 |       | Santiago de los Caballeros Publik: 2 112 Domare: Abigail Byrne (England) | Santiago de los Caballeros Publik: 2 112 Domare: Abigail Byrne (England) |

| 26          | 27 oktober 2024 | Spanien                                                | 5 – 0           | Ecuador | Estadio Félix Sánchez                                          |                                                                |
| 15:30 UTC−4 | 15:30 UTC−4     | Pau Comendador 35′, 39′, 46′ Celia Segura 90+4′, 90+8′ | (2 – 0) Rapport |         | Santo Domingo Publik: 3 529 Domare: Jelena Cvetković (Serbien) | Santo Domingo Publik: 3 529 Domare: Jelena Cvetković (Serbien) |
| 15:30 UTC−4 | 15:30 UTC−4     |                                                        |                 |         | Santo Domingo Publik: 3 529 Domare: Jelena Cvetković (Serbien) | Santo Domingo Publik: 3 529 Domare: Jelena Cvetković (Serbien) |
| 15:30 UTC−4 | 15:30 UTC−4     |                                                        |                 |         | Santo Domingo Publik: 3 529 Domare: Jelena Cvetković (Serbien) | Santo Domingo Publik: 3 529 Domare: Jelena Cvetković (Serbien) |

| 28          | 27 oktober 2024 | Japan                               | 2 – 2                      | England                                          | Estadio Félix Sánchez                                            |                                                                  |
| 19:00 UTC−4 | 19:00 UTC−4     | Yuna Aoki 23′ Hina Hirakawa 29′     | (2 – 1) Rapport            | 27′ Erica Parkinson 72′ Zara Shaw                | Santo Domingo Publik: 3 021 Domare: Carly Shaw-MacLaren (Kanada) | Santo Domingo Publik: 3 021 Domare: Carly Shaw-MacLaren (Kanada) |
| 19:00 UTC−4 | 19:00 UTC−4     |                                     |                            |                                                  | Santo Domingo Publik: 3 021 Domare: Carly Shaw-MacLaren (Kanada) | Santo Domingo Publik: 3 021 Domare: Carly Shaw-MacLaren (Kanada) |
| 19:00 UTC−4 | 19:00 UTC−4     | Tamami Aso Ririka Nezu Momoka Honda | Straffsparksläggning 1 – 4 | Lola Brown Rachel Maltby Laila Harbert Zara Shaw | Santo Domingo Publik: 3 021 Domare: Carly Shaw-MacLaren (Kanada) | Santo Domingo Publik: 3 021 Domare: Carly Shaw-MacLaren (Kanada) |

### Semifinaler
| 29          | 30 oktober 2024 | USA | 0 – 1           | Nordkorea       | Estadio Cibao FC                                                       |                                                                        |
| 19:00 UTC−4 | 19:00 UTC−4     |     | (0 – 0) Rapport | 69′ Ro Un-hyang | Santiago de los Caballeros Publik: 2 408 Domare: Alina Peșu (Rumänien) | Santiago de los Caballeros Publik: 2 408 Domare: Alina Peșu (Rumänien) |
| 19:00 UTC−4 | 19:00 UTC−4     |     |                 |                 | Santiago de los Caballeros Publik: 2 408 Domare: Alina Peșu (Rumänien) | Santiago de los Caballeros Publik: 2 408 Domare: Alina Peșu (Rumänien) |
| 19:00 UTC−4 | 19:00 UTC−4     |     |                 |                 | Santiago de los Caballeros Publik: 2 408 Domare: Alina Peșu (Rumänien) | Santiago de los Caballeros Publik: 2 408 Domare: Alina Peșu (Rumänien) |

| 30          | 31 oktober 2024 | Spanien                                                      | 3 – 0           | England | Estadio Félix Sánchez                                     |                                                           |
| 19:00 UTC−4 | 19:00 UTC−4     | Alba Cerrato 45+2′ Pau Comendador 58′ Zara Shaw 90+9′ (sjm.) | (1 – 0) Rapport |         | Santo Domingo Publik: 2 970 Domare: Asaka Koizumi (Japan) | Santo Domingo Publik: 2 970 Domare: Asaka Koizumi (Japan) |
| 19:00 UTC−4 | 19:00 UTC−4     |                                                              |                 |         | Santo Domingo Publik: 2 970 Domare: Asaka Koizumi (Japan) | Santo Domingo Publik: 2 970 Domare: Asaka Koizumi (Japan) |
| 19:00 UTC−4 | 19:00 UTC−4     |                                                              |                 |         | Santo Domingo Publik: 2 970 Domare: Asaka Koizumi (Japan) | Santo Domingo Publik: 2 970 Domare: Asaka Koizumi (Japan) |

### Bronsmatch
| 31          | 3 november 2024 | USA                                                           | 3 – 0           | England | Estadio Félix Sánchez                                            |                                                                  |
| 14:30 UTC−4 | 14:30 UTC−4     | Kennedy Fuller 24′ Ainsley McCammon 72′ Maddie Padelski 90+2′ | (1 – 0) Rapport |         | Santo Domingo Publik: 3 971 Domare: Alejandra Quisbert (Bolivia) | Santo Domingo Publik: 3 971 Domare: Alejandra Quisbert (Bolivia) |
| 14:30 UTC−4 | 14:30 UTC−4     |                                                               |                 |         | Santo Domingo Publik: 3 971 Domare: Alejandra Quisbert (Bolivia) | Santo Domingo Publik: 3 971 Domare: Alejandra Quisbert (Bolivia) |
| 14:30 UTC−4 | 14:30 UTC−4     |                                                               |                 |         | Santo Domingo Publik: 3 971 Domare: Alejandra Quisbert (Bolivia) | Santo Domingo Publik: 3 971 Domare: Alejandra Quisbert (Bolivia) |

### Final
| 32          | 3 november 2024 | Nordkorea                                                       | 1 – 1                      | Spanien                                                                 | Estadio Félix Sánchez                                         |                                                               |
| 18:00 UTC−4 | 18:00 UTC−4     | Jon Il-chong 66′                                                | (0 – 0) Rapport            | 61′ Celia Segura                                                        | Santo Domingo Publik: 18 410 Domare: Daiane Muniz (Brasilien) | Santo Domingo Publik: 18 410 Domare: Daiane Muniz (Brasilien) |
| 18:00 UTC−4 | 18:00 UTC−4     |                                                                 |                            |                                                                         | Santo Domingo Publik: 18 410 Domare: Daiane Muniz (Brasilien) | Santo Domingo Publik: 18 410 Domare: Daiane Muniz (Brasilien) |
| 18:00 UTC−4 | 18:00 UTC−4     | Ri Kuk-hyang Jong Pok-yong Ro Un-hyang Jon Il-chong Kang Ryu-mi | Straffsparksläggning 4 – 3 | Celia Segura Iris Ashley Santiago Pau Comendador Noa Ortega Emma Moreno | Santo Domingo Publik: 18 410 Domare: Daiane Muniz (Brasilien) | Santo Domingo Publik: 18 410 Domare: Daiane Muniz (Brasilien) |